# Devendra pumilus
Devendra pumilus là một loài nhện trong họ Zoropsidae.
Loài này thuộc chi Devendra. Devendra pumilus được Eugène Simon miêu tả năm 1898.